# Chiesa di Santa Maria Assunta (Meltina)
La chiesa di Santa Maria Assunta (in tedesco Pfarrkirche Maria Himmelfahrt) è la parrocchiale a Meltina, in provincia autonoma di Bolzano. Appartiene al decanato di Terlano-Meltina della diocesi di Bolzano-Bressanone e risale al XIII secolo.

## Storia

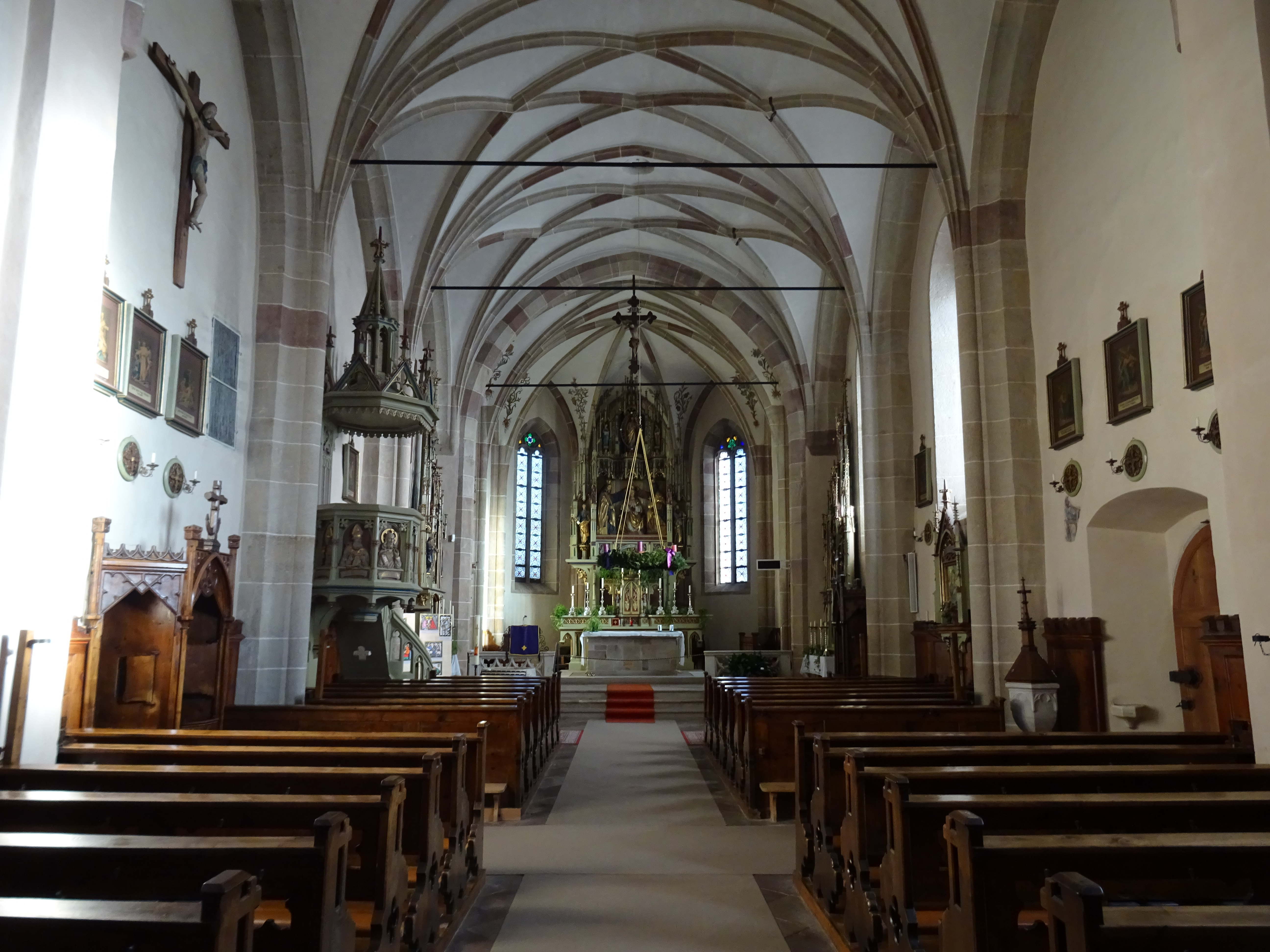
Interno.

La chiesa con dedicazione all'Assunzione di Maria di Meltina risale ad epoca medievale, al XIII secolo. Nel 1242 fu affidata ad un vicario e agli inizi del XIV secolo venne legata alla parrocchia di Terlano. Rimase in tale situazione sino al 1538 poi, quando scoppiò un'epidemia di peste, verso il 1636, venne ricordata come dotata di un religioso residente stabilmente sul posto. Fu oggetto di un'importante ricostruzione durante il XV secolo che le diede un aspetto gotico poi, nel 1651, venne nuovamente sottoposta a ristrutturazioni ed ampliamenti attorno alla metà del XVII secolo.
Nel 1932 Meltina divenne sede di un decanato con varie parrocchie.

## Descrizione

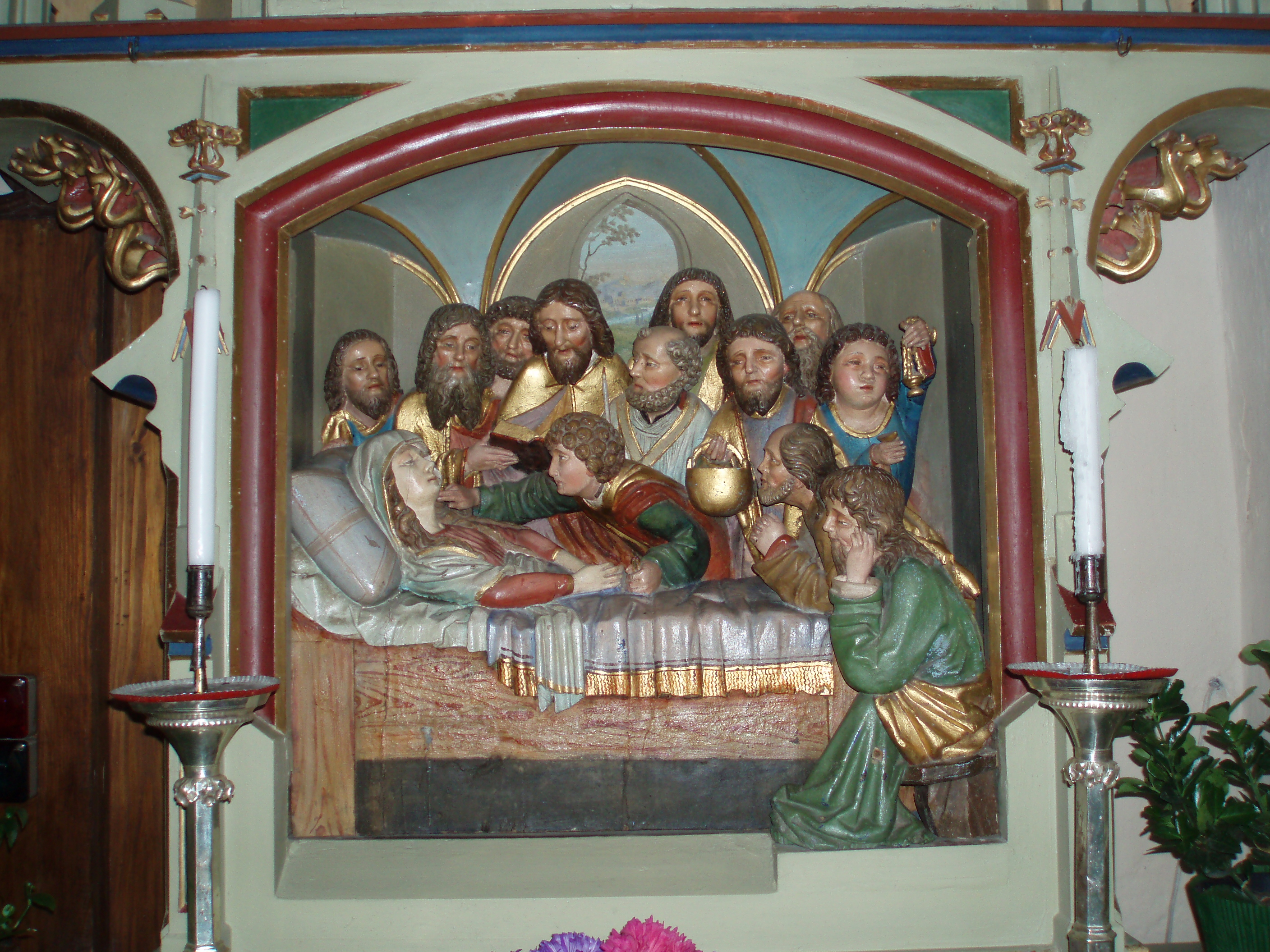
Morte di Maria, opera lignea policroma della scuola di Michael Pacher.

### Esterno
La chiesa parrocchiale si trova in posizione elevata e leggermente staccata dal centro dell'abitato di Meltina, nell'area del cimitero della comunità ed accanto alla cappella di Sant'Anna. La torre campanaria ha una struttura possente e non è particolarmente elevata. Ha una doppia cella campanaria e la cuspide superiore ha forma piramidale a base quadrata e ruotata di 45 gradi rispetto alla base della torre.

### Interno
La pala dell'altare maggiore, in stile tardogotico, raffigura l'Incoronazione di Maria mentre quella dell'altare laterale è particolarmente importante sul piano artistico e rappresenta la Morte di Maria, opera lignea policroma della scuola di Michael Pacher.